# Acrapex relicta
Acrapex relicta là một loài bướm đêm thuộc họ Noctuidae. Nó được tìm thấy ở South Carolina, North Carolina và tây nam Virginia.
Chiều dài cánh trước là 7.5–10 mm đối với con đực và 8.5–10 mm đối với con cái.